# Serbia la Concursul Muzical Eurovision Junior
Serbia a debutat la Concursul Muzical Eurovision Junior în anul 2006. Cel mai bun rezultat obținut de această țară este locul 3, în 2007 și 2010.

## Rezultate

#### Legendă:
Câștigător
     Locul al doilea
     Locul al treilea
     Ultimul loc
| An   | Gazda     | Artist                              | Titlu                                                 | Poziție | Puncte |
| ---- | --------- | ----------------------------------- | ----------------------------------------------------- | ------- | ------ |
| 2006 | București | Neustrašivi učitelji stranih jezika | "Učimo strane jezike" (Учимо стране језике)           | 5       | 81     |
| 2007 | Rotterdam | Nevena Božović                      | "Piši mi" (Пиши ми)                                   | 3       | 120    |
| 2008 | Limassol  | Maja Mazić                          | "Uvek kad u nebo pogledam" (Увек кaд у небо погледaм) | 12      | 37     |
| 2009 | Kiev      | Ništa lično                         | "Onaj pravi" (Онај прави)                             | 10      | 34     |
| 2010 | Minsk     | Sonja Škorić                        | "Čarobna noć" (Чаробна ноћ)                           | 3       | 113    |
| 2014 | Malta     | Emilija Djonin                      | "Svet U Mojim Očima" (Свет у мојим очима)             | 10      | 61     |
| 2015 | Sofia     | Lena Stamenkovic                    | "Lenina pesma"                                        | 7       | 79     |
| 2016 | Valletta  | Dunja Jelicic                       | "U la la la"                                          | 17      | 14     |
| 2017 | Tbilisi   | Irina Brodic & Jana Paunovic        | "Ceo svet je nas"                                     | 10      | 92     |
| 2018 | Minsk     | Bojana Radovanovic                  | "Svet"                                                | 19      | 30     |
| 2019 | Gliwice   | Darija Vracevic                     | "Podigni glas (Raise Your Voice)"                     | 10      | 109    |
| 2020 | Varșovia  | Petar Aničić                        | "Heartbeat"                                           | 11      | 85     |
| 2021 | Paris     | Jovana and Dunja                    | "Oči Deteta (Children's Eyes)" (Очи Детета)           | 13      | 86     |
| 2022 | Erevan    | Katarina Savić                      | "Svet bez granica" (Свет без граница)                 | 13      | 92     |

## Istoria voturilor (2006-2010)
| Poziție | Țară                | Puncte |
| ------- | ------------------- | ------ |
| 1       | Rusia               | 42     |
| 2       | Republica Macedonia | 38     |
| 3       | Belarus             | 24     |
| =       | Țările de Jos       | 24     |
| 4       | Belgia              | 22     |
| 5       | Georgia             | 21     |
| =       | Suedia              | 21     |

| Poziție | Țară                | Puncte |
| ------- | ------------------- | ------ |
| 1       | Republica Macedonia | 50     |
| 2       | Suedia              | 26     |
| 3       | Rusia               | 25     |
| 4       | Ucraina             | 24     |
| 5       | Țările de Jos       | 23     |